# SN 2002ip
SN 2002ip – supernowa typu II odkryta 30 października 2002 roku w galaktyce A000407+0010. W momencie odkrycia miała maksymalną jasność 19,30m.